# Mynes
Mynes (лат.) — род бабочек из семейства нимфалид (Nimphalidae). Распространены от Индонезии до Австралии.
Бабочки среднего размера. У вида Mynes geoffroyi размах крыльев достигает 60 мм. Верхняя сторона крыльев белая с тёмной каймой, нижняя — более пёстрая. Задняя пара заканчивается короткий тупым хвостом.
Гусеницы питаются растениями семейства Urticaceae.

## Иллюстрации

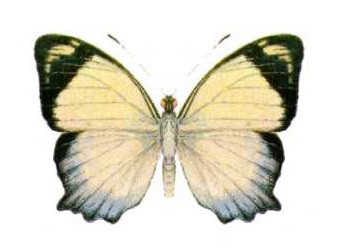
Mynes geoffroyi (верхняя сторона крыльев)